# Cultura de los Emiratos Árabes Unidos

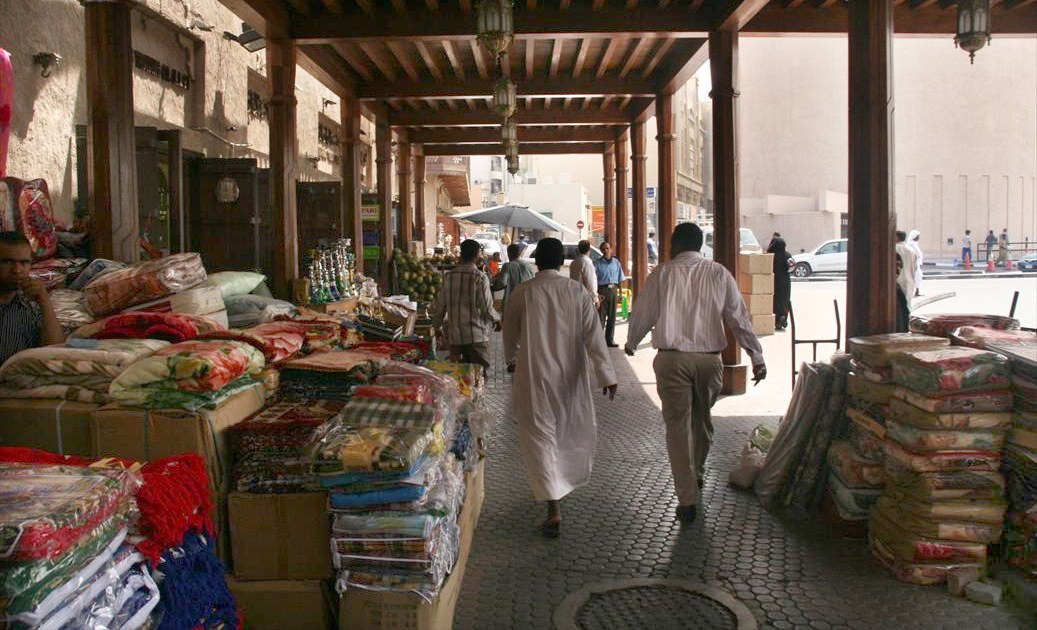
Un tradicional zoco en Deira, Dubái

Los Emiratos Árabes Unidos (E.A.U.) tienen una sociedad diversa y pluricultural. El acervo cultural homogéneo del país ha sido enriquecido y modificado en una pequeña escala con la llegada de otros grupos étnicos y nacionales, primero por los iraníes a inicios de la década de 1900 y más tarde por los hindúes y pakistaníes en la década de 1960. Dubái ha sido criticada por perpetuar una sociedad clasista en la que los trabajadores de origen extranjero pertenecen a la clase social más baja. A pesar de la diversidad de la población, se han reportado leves e infrecuentes casos de xenofobia principalmente entre expatriados.
Los principales días festivos en Dubái son el Eid al Fitr (Banquete de caridad) que indica el fin del Ramadan, y el día nacional (2 de diciembre), que celebra la formación de los Emiratos Árabes Unidos. La cultura de los E.A.U. gira en torno al Islam y en las tradiciones del pueblo árabe y la cultura beduina. Al ser una sociedad muy cosmopolita los E.A.U. poseen una cultura diversa y vibrante. Son también muy importantes las influencias de la cultura islámica y árabe en su arquitectura, música, vestimenta, gastronomía y estilo de vida. Cinco veces al día los musulmanes son llamados a la oración desde los minaretes de las mezquitas que se encuentran dispersas por todo el país. El fin de semana comienza el viernes, debido a que éste es el día más sagrado para los musulmanes; por lo tanto, las oficinas o las instituciones educativas están cerradas ese día. En todos los países musulmanes existen tres tipos de fin de semana diferentes, que son:
- Viernes y sábado - el fin de semana más común, es también el fin de semana para todas las escuelas
- Jueves por la tarde y viernes
- Viernes solamente.[5]

Su desarrollo social y económico único en el Golfo Pérsico ha hecho que los Emiratos Árabes Unidos sean, en términos generales, más liberales que sus vecinos. Si bien el Islam es la religión principal, los emiratíes han sido conocidos por su tolerancia. Así, las iglesias, los templos hindúes y los gurdwaras pueden hallarse junto a las mezquitas; sin embargo, no hay sinagogas en los E.A.U. El país ha acogido a varias comunidades que se han enfrentado a persecuciones en otros lugares. La atmósfera cosmopolita cada día es mayor. Como resultado puede encontrarse una gran variedad de escuelas de influencia asiática, centros culturales y restaurantes temáticos. En la actualidad, también se aprecia un aumento en el número de centros europeos, escuelas y restaurantes que hay en  los E.A.U.

## El pueblo emiratí
El pueblo emiratí es descendiente de tribus árabes que dominaron el territorio durante siglos. Los descendientes de la tribu Bani Yas, la familia Al Nahyan y la familia Al Maktoum y las familias reales de Abu Dabi y Dubái, respectivamente, representan la mayoría de los emiratíes. La familia Al Qawasim ha desempeñado un papel vital en la historia de los E.A.U.
Debido al crecimiento comercial, los expatriados de los países árabes, del subcontinente indio y de Europa llegaron a los Emiratos Árabes Unidos en búsqueda de una vida mejor y de empleos con mayores salarios.
En el año 2007, los Emiratos Árabes Unidos tenían una población de 4.444.000 habitantes. Tan sólo el 19% nació en ese país, el 23% es inmigrante de origen árabe e iraní, el 50% es inmigrante del Asia del Sur, y el restante 8% está compuesto por inmigrantes de otras etnias. La tasa de crecimiento de la población es del 4% anual. La religión principal en los E.A.U. es el Islam, al que se adscribe el 96% del total de la población. El Hinduismo y el Cristianismo son minorías importantes. El idioma oficial es el árabe, pero también se hablan el persa, el inglés, el baluchi, el urdu, el hindi, el bengalí y el malayalam (hablado al sur de la India y que no debe confundirse con el malayo originario de Malasia). La esperanza de vida media al nacer es de 75.24 años.

## Museos y galerías de arte
Muchos emiratos han establecido museos de renombre regional. Destaca el caso del emirato Sharjah, con su Distrito Patrimonial, que alberga 17 museos, y que fue la capital cultural del mundo árabe en 1998. La Fundación Cultural de Abu Dhabi es también un lugar importante para la presentación del arte autóctona y extranjera. En Dubái, la zona de Al Quoz ha atraído a un buen número de galerías de arte.
Abu Dabi se ha esmerado para convertirse en un centro de arte de nivel internacional, mediante la creación de un distrito de la cultura en la Isla de Saadiyat. Para la isla se han previsto seis grandes proyectos: el Museo Nacional del Jeque Zayed, diseñado por Foster and Partners; el museo de arte moderno Guggenheim Abu Dhabi, que será construido por Frank Gehry; el museo clásico del Louvre Abu Dabi, obra de Jean Nouvel; un museo marítimo diseñado or Tadao Ando; un Centro de Artes Escénicas de Zaha Hadid; y un Parque Bienal con 16 pabellones.
Además, Dubái planea construir un museo Museo de Arte Kunsthal y un distrito para galerías y artistas.

## Arquitectura

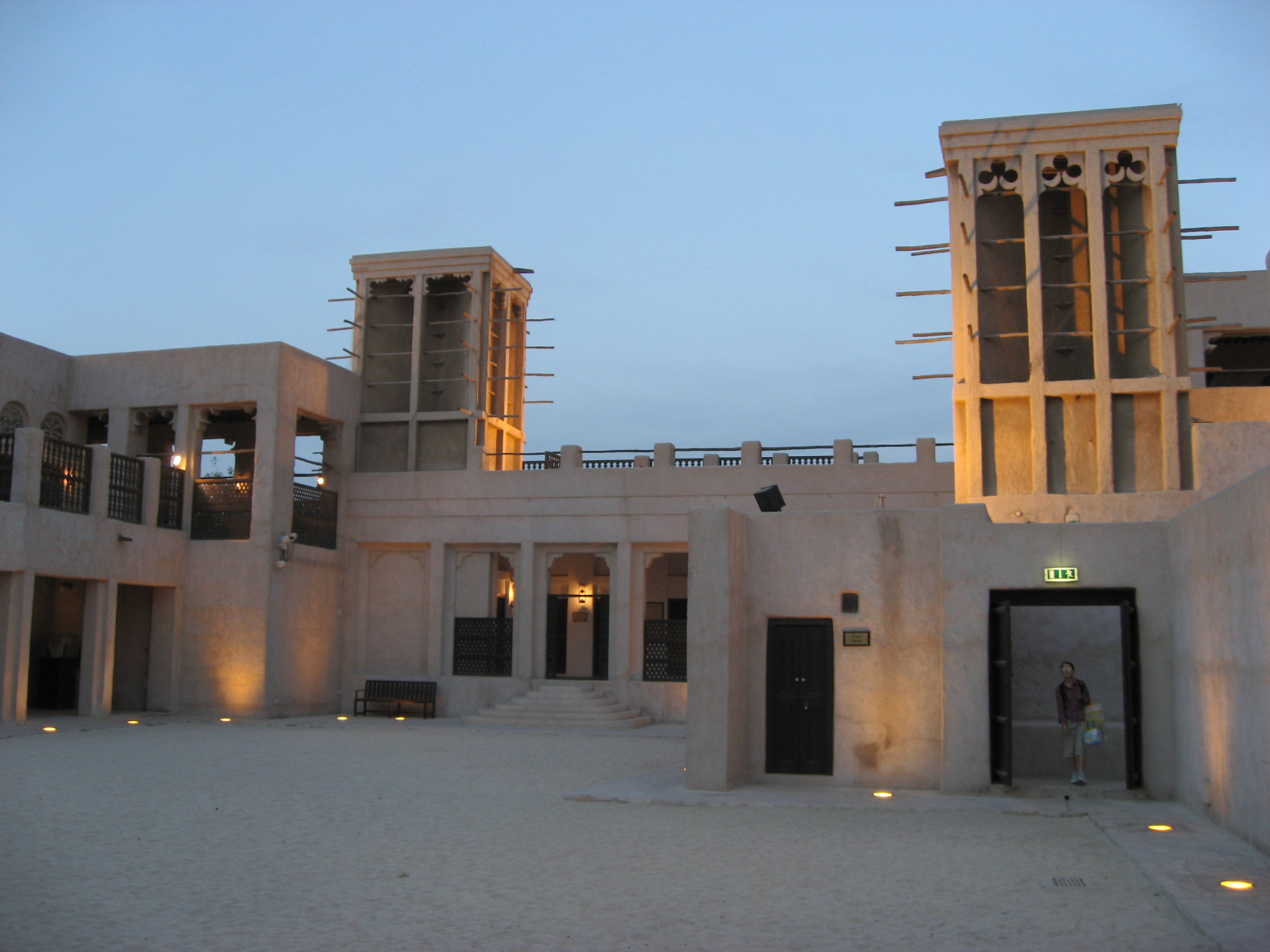
Un captador de viento en Dubái.

La arquitectura de los Emiratos Árabes Unidos está inspirada en su gran mayoría en la arquitectura islámica. Los EAU reflejan los estilos de vida tradicionales y las costumbres de sus gentes. Los materiales de construcción son muy simples, pero se han hecho adaptaciones perfectas a las exigencias del estilo de vida y del clima actuales. Prácticas tiendas de campaña portátiles proporcionan refugio durante los viajes tribales en la temporada inviernal. Tierra adentro, la casas permanentes, fueron construidas en piedra y guss, techadas con hojas de palmeras. En las regiones costeras se utilizan ampliamente coral fosilizado cortado en bloques y unidos con sarooj, o una mezcla de cal extraído de conchas marinas , unido con yeso, pasta de agua y tallarines.

## Indumentaria

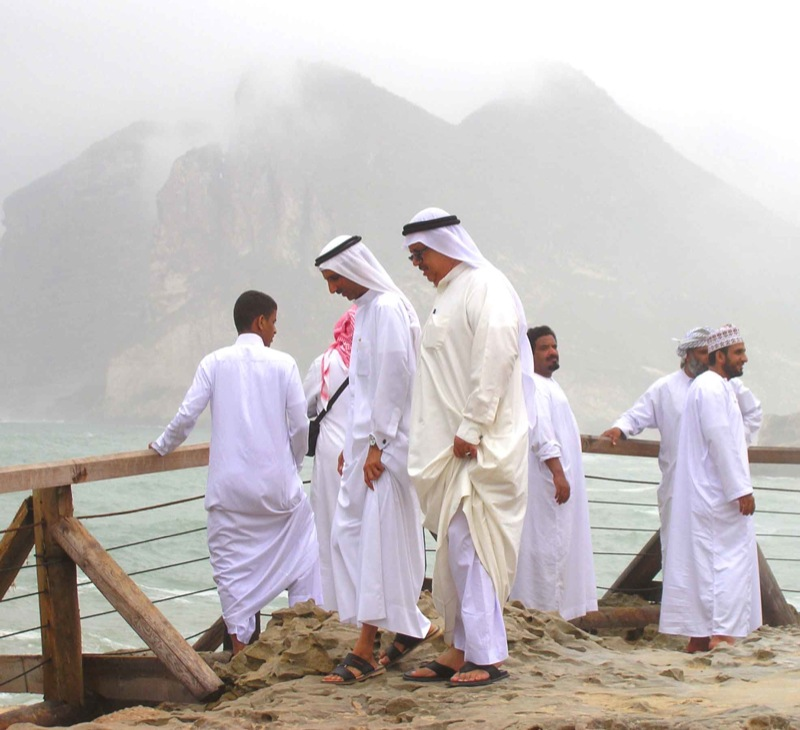
Hombres de diversas nacionalidades usando el Thawb en Salalah, Omán.

Si bien el código de vestimenta islámico no es obligatorio, a diferencia de lo que sucede en a vecina Arabia Saudí, muchos de los hombres mayores y jóvenes emiratíes prefieren usar el thawb o dishdash una túnica blanca que llega hasta los tobillos, elaborada con lana o algodón, mientras que muy pocas mujeres usan la abaya negra sobre sus otras prendas, misma que les cubre la mayor parte del cuerpo. Estas túnicas son particularmente adecuadas para el clima caluroso y seco de los E.A.U. La ropa de estilo occidental también es bastante popular, especialmente entre los jóvenes.
La etiqueta es un aspecto importante en la cultura y tradición de los E.A.U. y se espera que los visitantes las cumplan. Recientemente, muchos expatriados no han respetado las leyes y han sido detenidos por no llevar suficiente ropa en las playas; algunos incluso han sido sorprendidos completamente desnudos.
Antes del descubrimiento del petróleo, el cultivo de perlas tuvo gran importancia en la economía de los E.A.U. Mismo, conocido como Ghaus, que sufrió una caída luego de la incursión del Japón en dicho cultivo. Sin embargo, la industria de la perla de los E.A.U. sentó las bases de su rica historia marítima. Los grandes barcos de madera de teca llamados Dhow, importados de la India, se convirtieron en una parte indistinta de la flota marítima de estos dos países, la fabricación de estas embarcaciones todavía se realiza en este estado del Golfo Pérsico y tiene un papel importante de los intercambios entre países como Irán, India, y del Este África.

## Comida
La dieta moderna de los E.A.U. es cosmopolita, es decir, cuenta con platos de todo el mundo. Muchas personas confunden las preparaciones de la gastronomía levantina como originarias de los Emiratos Árabes Unidos, pero el shawarma, el hummous, el tabbouleh y la parrillada mixta, son adiciones recientes y no hacen justicia al "alimento para el alma" que constituye el menú de la dieta emiratí.
El consumo de bebidas alcohólicas no está prohibido, pero sí muy limitado, ya que se exige un permiso gubernamental para ello, el cual sólo pueden permitírselo unos pocos (sobre todo hoteles y locales frecuentados por extranjeros, principalmente europeos) por su excesivo coste. También es uno de los pocos países islámicos que permite la venta de carne de cerdo, aunque también se requiere un permiso gubernamental y su comercialización está limitada a locales de hostelería y supermercados ubicados en asentamientos habitados por extranjeros.

## Literatura y poesía
Los principales temas en la poesía emiratí comprenden la sátira, la caballería, el autoelogio, el patriotismo, la religión, la familia y el amor, y pueden ir desde lo descriptivo a lo narrativo.
La poesía emiratí tiene una gran influencia en la cultura, pues se trata de un país árabe del Golfo Pérsico en el que la poesía ha existido desde los albores de los tiempos. El estilo y la forma de la poesía antigua emiratí se vieron ampliamente influido por Jalil ibn Ahmad, un académico árabe del siglo VIII. Se trataba de una poesía formada por 16 metros, que sufrió una ligera modificación (Al Muwashahat) durante el período de Edad de Oro del islam en Al-Ándalus (actual España), donde "se lo llevó a una forma que consiste en dos hemistiquios, cada uno con igual número de pies y el segundo hemistiquio con la misma letra y sonido en rima durante todo el poema". La forma poética propiamente árabe no se libró de la influencia occidental y, en el siglo XX, la prosa empezó a extenderse en el panorama literario local.
El primer poeta emiratí conocido es el gran navegante Ahmad ibn Majid, que nació entre 1432 y 1437 en Ras Al Jaima. De él son 40 composiciones en total, de las cuales 39 están en verso. Otro poeta estimado en los ambientes literarios del siglo XVII fue Ibn Daher, quien también nació en Ras Al Jaima, famoso por sus poemas Nabati (poesía popular beduina) en el dialecto coloquial vernáculo, en lugar de en árabe clásico.
Las mayores luminarias literarias de los Emiratos Árabes Unidos del siglo XX, especialmente en relación con la poesía árabe clásica, fueron Mubarak Al Oqaili (1880-1954), Salem bin Ali al Owais (1887-1959) y Ahmed bin Sulayem (1905 -1976); más tarde destacaron tres poetas de Sharjah, conocidos como el grupo Hira: Musabah Khalfan (1923-1946), el jeque Saqr Al Qasimi (1925-1993), el exgobernante de Sharjah y Sultán bin Ali Al Owais (1925-2000). Las obras del grupo estaban muy influidas por la poesía neo clásica y romántica.

## Música y danza
Los Emiratos Árabes Unidos son parte de la tradición khaliji del Gólfo Pérsico, también conocida como música folclórica beduina. La liwa es un tipo de música y danza interpretado principalmente en las comunidades que albergan descendientes de africanos del este. Durante las celebraciones pueden tener lugar el canto y la danza; muchos de estos cantos y danzas han sido transmitidos de generación en generación, logrando sobrevivir en la actualidad. Las jóvenes danzan haciendo oscilar su cabellera y balanceando sus cuerpos al ritmo de la fuerte música. Los jóvenes recrean batallas o exitosas expediciones de cacería, utilizando a menudo espadas simbólicas o rifles representados por palos.
Las películas de Hollywood y de Bollywood son populares en Dubái.
Los Emiratos Árabes Unidos tienen un ambiente musical muy activo, ya que músicos como Amr Diab, Diana Haddad, Tarkan, Aerosmith, Santana, Mark Knopfler, Elton John, Pink, Bon Jovi, Pink Floyd, Shakira, Celine Dion, Coldplay, y Phil Collins se han presentado en este país. A Kylie Minogue se le pagaron 4,4 millones de dólares para presentarse durante la inauguración del hotel Atlantis el 20 de noviembre de 2008. El Dubai Desert Rock Festival (Festival de Dubái de Roca {doble sentido} Desértica) es otra gran fiesta en la que se presentan músicos de Heavy metal y otros artistas de rock.

## Deporte

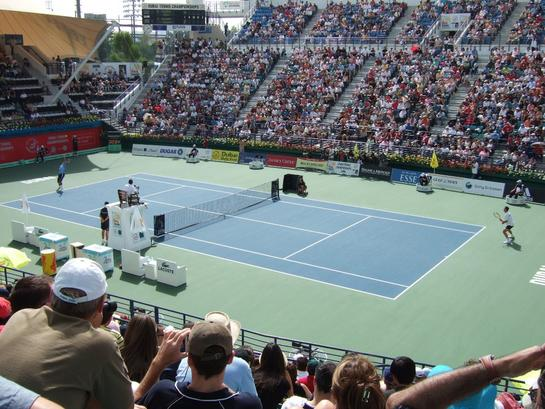
Torneo de Dubái 2006

El balompié es el deporte nacional de los Emiratos Árabes Unidos. Los clubes de fútbol más populares son el Club Deportivo y Cultural Al Ain, Al Wasl FC, Al-Shabab, Sharjah FC, Al-Wahda (Abu Dabi) y Al-Ahli Football Club quienes tienen una antigua reputación en los campeonatos regionales. Las rivalidades entre los fanáticos deportivos hacen que las calles pululen de gente cuando su equipo favorito resulta el vencedor. La Federación de Fútbol de los Emiratos Árabes Unidos fue fundada en 1971 y desde entonces ha dedicado enormes esfuerzos en promover este deporte mediante la organización de ligas juveniles y en la mejora de la capacidad no sólo de sus jugadores, sino también de los funcionarios y entrenadores que participan con sus equipos regionales. La Selección de fútbol de los Emiratos Árabes Unidos clasificó para la Copa Mundial de Fútbol de 1990 y, junto a la Selección de fútbol de Egipto, fue la tercera ocasión consecutiva en la que dos naciones árabes calificacan para una copa mundial desde que la Selección de fútbol de Kuwait y la argelina lo hicieren en 1982 e Irak y Argelia en la 1986. Los Emiratos Árabes Unidos también ganó la Copa de Naciones del Golfo, celebrada en Abu Dabi en enero de 2007 de la cual fue la sede.
El críquet es otro deporte popular en los Emiratos Árabes Unidos, en gran parte debido a la población expatriada del subcontinente indio. La Asociación de críquet del estadio de Sharjah ha organizado cuatro partidos internacionales (Test match) hasta el momento. Los estadios de Sheikh Zayed y Estadio Mohammed bin Zayed ambos en Abu Dabi, han sido las sedes internacionales del encuentro internacional de críquet. Dubái tiene dos campos de críquet (Dubai Cricket Ground N.º 1 y N.º 2) y un tercero, el 'S3' actualmente en construcción como parte de la Dubai Sports City (Ciudadela deportiva de Dubái). Esta ciudad es también la sede del Consejo Internacional de Críquet. El equipo nacional de críquet de los Emiratos Árabes Unidos ha clasificado para la Copa Mundial de Críquetet de 1996 y estuvo a punto de calificacar para la Copa Mundial de Cricket de 2007.
Otros deportes populares son: las carreras de camellos, la cetrería, las cabalgatas de resistencia, y el tenis.

## Días festivos
| Fecha          | Castellano                 | Transliteración          | Árabe               |
| -------------- | -------------------------- | ------------------------ | ------------------- |
| 1 de enero     | Año nuevo                  | Ra's as-Sana al-meladiah | رأس السنة الميلادية |
| Cambiable      | Celebración del sacrificio | Eid ul-Adha              | عيد الأضحى          |
| Cambiable      | Año nuevo musulmán         | Ra's as-Sana al-Hijria   | رأس السنة الهجرية   |
| Cambiable      | La noche de la asunción    | Al-Isra'a wal-Mi'raj     | الإسراء والمعراج    |
| 2 de diciembre | Día nacional               | Al-Eid al-Watani         | العيد الوطني        |
| Cambiable      | Fin del Ramadan            | Eid ul-Fitr              | عيد الفطر           |